# Oakworth
Oakworth är en by i civil parish Keighley, i distriktet Bradford, i grevskapet West Yorkshire, i England. Byn är belägen 15 km från Bradford. Orten hade 3 683 invånare år 2021. Oakworth var en civil parish från 1894 till 1938 då den blev en del av Keighley. Denna civil parish hade 3 530 invånare år 1931. Oakworth var ett distrikt från 1894 till 1938 då den blev en del av Keighley. Byn nämndes i Domedagsboken (Domesday Book) år 1086, och kallades då Acurde.